# Prénom Carmen
Prénom Carmen è un film del 1983 diretto da Jean-Luc Godard.
Al Festival di Venezia vinse non solo il Leone d'oro al miglior film, ma ricevette anche un premio speciale della giuria, per la fotografia di Raoul Coutard e il sonoro François Musy.
Il soggetto è ispirato all'opera Carmen di Bizet, i cui diritti sono scaduti; altri registi in quegli anni si impegnano come Godard in una riduzione cinematografica: Francesco Rosi (Carmen, 1984), Carlos Saura (1983), Peter Brook (1983), ma il libretto di Henri Meilhac e Ludovic Halévy e il racconto di Prosper Mérimée sono per il regista franco-svizzero solo un punto di partenza, considerato che dell'opera rimane ben poco nel film.

## Trama
Una ragazza di nome Carmen, appartenente a un gruppo extraparlamentare che pratica il terrorismo armato, si reca in ospedale a trovare suo zio Jeannot, ex regista che si finge malato per vivere a spese dell'assistenza pubblica. Carmen gli racconta che sta progettando un film con alcuni amici e chiede in prestito la sua casa al mare per le riprese. In realtà Carmen e il suo gruppo stanno progettando una rapina per autofinanziamento, prendendo ispirazione da John Dillinger che portò a termine un colpo travestendo i suoi da troupe cinematografica.
Negli intermezzi fra le scene, quattro musicisti provano alcuni Quartetti d'archi di Beethoven. Uno dei violinisti è la giovane Claire, corteggiata con discrezione da un amico di suo fratello, Joseph, che di mestiere fa la guardia giurata. Proprio Joseph è di servizio armato in banca quando il gruppo di Carmen sopraggiunge, travestito da troupe cinematografica. Per fingersi attrice lei si è vestita elegante, tailleur e scarpe con il tacco. La rapina non va secondo i loro piani, le guardie reagiscono, tutto risulta confuso, con sparatorie e sangue. Joseph tenta di bloccare Carmen mentre scende dal piano superiore, lei gli spara con una pistola; lui risponde con il suo fucile, ma entrambe le armi fanno cilecca. I due si gettano uno contro l'altra, cadono a terra avvinghiati, lottano corpo a corpo, poi d'improvviso si baciano appassionatamente, indifferenti verso la sparatoria che continua.
Decidono all'istante di fuggire insieme, lei accetta di lasciarsi ammanettare per fingere l'arresto. Si allontanano su una delle auto usate dai terroristi. Joseph rifiuta di liberarle i polsi e, per non perderla d'occhio, giunge fino a portarla con sé nel bagno degli uomini quando si fermano in una stazione di servizio. Per sfida, Carmen solleva la gonna sul sedere e si serve di un orinatoio a muro davanti agli occhi di un altro uomo.
Joseph le libera le mani solo quando arrivano nella casa al mare dello zio Jeannot, dove vivranno in isolamento davanti a un mare selvaggio, alle onde e alla spiaggia deserta. In attesa dei complici di Carmen, per i due è un autentico idillio: fanno spesso l'amore e girano nudi nell'appartamento. Lei progetta il sequestro di un industriale a scopo di autofinanziamento. Joseph vorrebbe parlarle di Claire, ma le due ragazze sono troppo diverse.
Seguendo le tracce, la polizia arriva alla casa sul mare e la circonda. C'è una sparatoria, Joseph viene catturato e immediatamente processato. La difesa in aula viene assunta da una giovane avvocatessa che perora la sua causa con foga e convinzione, convincendo la giuria che Joseph ha agito per amore. Il verdetto è assoluzione. Claire, che ha assistito al dibattimento, festeggia proponendo a Joseph un nuovo lavoro, dal momento che è stato licenziato. Il ragazzo è tentato di accettare, ma gli giunge una rosa rossa inviata da Carmen.
Nel frattempo Carmen e Jacques, il capo del gruppo che è anche il suo ex amante, danno appuntamento in un bar allo zio Jeannot: sono tornati sull'idea di girare un film del quale lui dovrebbe essere il regista, non più nella sua villa al mare ma in un Grand hôtel di Parigi. Lo zio si comporta come se non fosse completamente sano di mente, tuttavia capisce che l'idea del film è solo una copertura.
Joseph è tornato da Carmen, i due prendono una suite di lusso nel Grand hôtel dove risiede l'industriale che il gruppo ha progettato di rapire per riscatto. La polizia, che ha dei sospetti, piantona l'hotel. Carmen offre a Joseph di recitare una parte nel film, se ne va e torna con gli altri membri del gruppo, che portano con sé le armi. Qualcosa si è rotto però tra i due giovani, Carmen dice a Joseph che tra loro è finita, i due si schiaffeggiano con astio. Lui la raggiunge dentro la doccia e si masturba disperatamente.
La finta troupe cinematografica predispone le riprese nella sala da pranzo dell'hotel, seguendo le disposizioni dello scettico zio Jeannot. Nello stesso locale c'è anche il quartetto d'archi di cui fa parte Claire, ingaggiato dalla direzione. Improvvisamente i terroristi estraggono le armi, i poliziotti in borghese reagiscono mentre i musicisti continuano a suonare Beethoven. Segue una sparatoria, vengono colpiti clienti e anche degli amici di Carmen. Irrompe anche Joseph che impugna una pistola con l'intento di uccidere Carmen. Tra i due c'è di nuovo una colluttazione corpo a corpo, sulle scale, speculare a quella che li ha fatti innamorare. Si sente un colpo d'arma da fuoco. Carmen è a terra, un cameriere si piega su di lei per ascoltare le sue ultime parole:

## Colonna sonora
Secondo un paradosso tipicamente godardiano, della musica di Bizet nel film non rimane che il motivo dell'Habanera fischiettato qua e là dai personaggi, mentre la colonna sonora è monopolizzata dai Quartetti per archi di Beethoven (in particolare, i quartetti n. 9, 10, 14, 15 e 16 eseguiti dal Quatuor Prat).
(Jean-Luc Godard, conferenza stampa al Festival di Venezia 1983)
La musica di Beethoven è da sempre presente nel lavoro di Godard, ma è significativo che diventi così quantitativamente rilevante, anche dal punto di vista semantico, in questo film che l'autore vuole perfetto nell'immagine come nel suono. L'idea, di conseguenza, è quella di scegliere una musica fondamentale, che abbia segnato la storia della musica.
(Jean-Luc Godard, 1983)
Godard sfrutta il senso pànico della musica per agire sull'inconscio, per accordarsi al motivo della disperazione e del dolore; gli intermezzi dei musicisti che provano i Quartetti sottolineano il senso disperato di un amore tragico, ineluttabile, con la funzione di divaricare il significato dell'attesa da quello del dolore..
È presente anche un brano di Tom Waits "Ruby's arms".

## Distribuzione
Presentato in concorso alla 40ª Mostra internazionale d'arte cinematografica di Venezia nel settembre 1983, il film è uscito in prima nazionale nelle sale di Parigi il 7 dicembre dello stesso anno. È stato distribuito nelle sale cinematografiche italiane a oltre un anno dalla sua anteprima a Venezia dalla William di Aldo Addobbati.

## Critica
Prénom Carmen è il secondo film di quella “trilogia del sublime” che Godard si propose di girare all'inizio degli anni ottanta come ritorno volontario alla perfezione dell'immagine, dopo l'esperienza del collettivo cinematografico Gruppo Dziga Vertov e le sperimentazioni video degli anni precedenti. Questo intento di classicità formale sarà premiato con i riconoscimenti ufficiali al suono e alla fotografia al Festival di Venezia.
Dopo l'insuccesso commerciale del precedente Passion, una sorpresa per l'autore, il budget a sua disposizione è molto inferiore (significativa in questo senso la dedica nella didascalia finale: In memoriam small movies); per contenere i costi, Godard decide di recitare lui stesso una parte, che è poi una variazione del suo sempiterno personaggio, l'Idiota, che a breve avrà un film tutto suo (Cura la tua destra..., 1987). Fonda anche una propria casa di produzione, la JLG Films. Isabelle Adjani, una delle attrici più in voga al momento, reduce dal successo di L'estate assassina di Jean Becker, rifiuta la parte di protagonista. Viene scritturata una giovanissima esordiente olandese, Maruschka Detmers, che a breve otterrà un altro ruolo di protagonista legata agli anni di piombo con Diavolo in corpo di Marco Bellocchio.
Dal punto di vista figurativo, Prénom Carmen ha un rapporto stretto con uno dei maggiori successi di Godard, Pierrot le Fou: entrambi sono caratterizzati dalla preminenza del colore, che entra prepotentemente nella storia, e scanditi dalla presenza del mare oltre che dal presagio della morte. Godard smonta l'archetipo della storia d'amore e morte per metterne a nudo il mistero perverso:
(Jean-Luc Godard, conferenza stampa al Festival di Venezia 1983)
La visione del mare viene utilizzata negli intervalli tra scene, negli interstizi di immagini che si rivolgono a zone segrete dell'inconscio.
Prénom Carmen è il film che Godard gira subito dopo Passion; solo un anno è trascorso, e dal precedente eredita la contrapposizione dialettica arte/vita, riconciliate nel personaggio di zio Jeannot, l'unico che capisca cos'è la vita (non per nulla si finge matto) e cos'è il cinema: rapina, violenza, amore, odio, azione, morte. D'altronde l'arte si distacca nettamente dalla vita, le parentesi musicali sono momenti di immagini e suono perfetti, le prove del quartetto si svolgono in un luogo chiuso, appartato, un atout che è un rifugio. Questa dialettica arte/vita attraversa anche i due personaggi femminili tra i quali Joseph è diviso, la selvaggia Carmen, istintiva e senza inibizioni, e l'angelica Claire, le cui battute di dialogo sono tratte integralmente dai quaderni intimi di L.v.Beethoven. È esattamente dallo scontro tra arte e vita, tra queste due serie di immagini, che scaturisce la perfezione classica del film: dall'alternanza tra la storia di Carmen e Joseph e le prove del quartetto, con il personaggio di Claire a fare da collante tra le due.
Quando il film vince il Leone d'Oro, la stampa italiana rimane sbalordita, all'uscita in sala qualche critico si era addirittura dichiarato incapace di scrivere una recensione; Godard ha sempre sofferto un pessimo rapporto con la critica specializzata italiana, incapace a comprenderlo già dai tempi di À bout de souffle; anche questa volta dunque la critica deve trovare giustificazioni, e si spiega il premio come un tributo della giuria, tutta composta da registi della Nouvelle vague, all'ex collega e maestro riconosciuto. Una drammatica incomprensione, perché come testimoniano anche i due riconoscimenti tecnici, Prénom Carmen è tra i risultati più avanzati di Jean-Luc Godard, di grande originalità e perfezione estetica.
L'ambizione (realizzata) di Prénom Carmen è un'immagine finalmente bellissima; è questa la ragione per cui dopo 14 anni di intervallo, Godard ha richiamato Raoul Coutard per la sua “trilogia del sublime”. La macchina da presa è una Aaton 35 mm realizzata apposta da Jean-Pierre Beauviala, la pellicola una Eastmancolor che Godard identifica con le tonalità dei grandi maestri olandesi e fiamminghi:
(Jean-Luc Godard)
Nel film Passion Godard riprendeva immagini composte come quadri classici, e in Prénom Carmen continua a fare grande pittura: per le scene in interni, Coutard usa una luce fredda (per esempio, quella naturale del cielo nuvoloso che entra dalle finestre) con un punto luce caldo (l'illuminazione elettrica di un abat-jour o un lampadario). Come Vincent van Gogh alla ricerca del colore giallo, citato dallo zio Jeannot, Godard ha finalmente trovato l'essenza del cinema: la luce.

## Riconoscimenti
- 1983 - Mostra internazionale d'arte cinematografica di Venezia
  - Leone d'oro al miglior film
  - Premio speciale della giuria per i valori tecnici a Raoul Coutard (fotografia) e François Musy (sonoro)

## Elementi in comune traCarmendi Bizet e il film di Godard
|          | Bizet                                     | Godard                              |
| -------- | ----------------------------------------- | ----------------------------------- |
| Carmen   | Sigaraia gitana                           | Terrorista                          |
| Don José | Gendarme                                  | Joseph, poliziotto privato          |
|          | Micaëla                                   | Claire                              |
|          | Affiliazione di Carmen ai contrabbandieri | Appartenenza alla lotta armata      |
|          | Carmen arrestata e legata da don José     | Finto arresto di Carmen ammanettata |
| Locali   | Taverna di Lilas Pastia                   | Bar, caffè                          |
| Rifugi   | Covo dei banditi                          | Casa al mare di zio Jeannot         |
|          | Arena de Toros                            | Grand Hotel                         |
| Finale   | Don José accoltella Carmen                | La pistola di Joseph uccide Carmen  |